# Palau Belloni Battagia

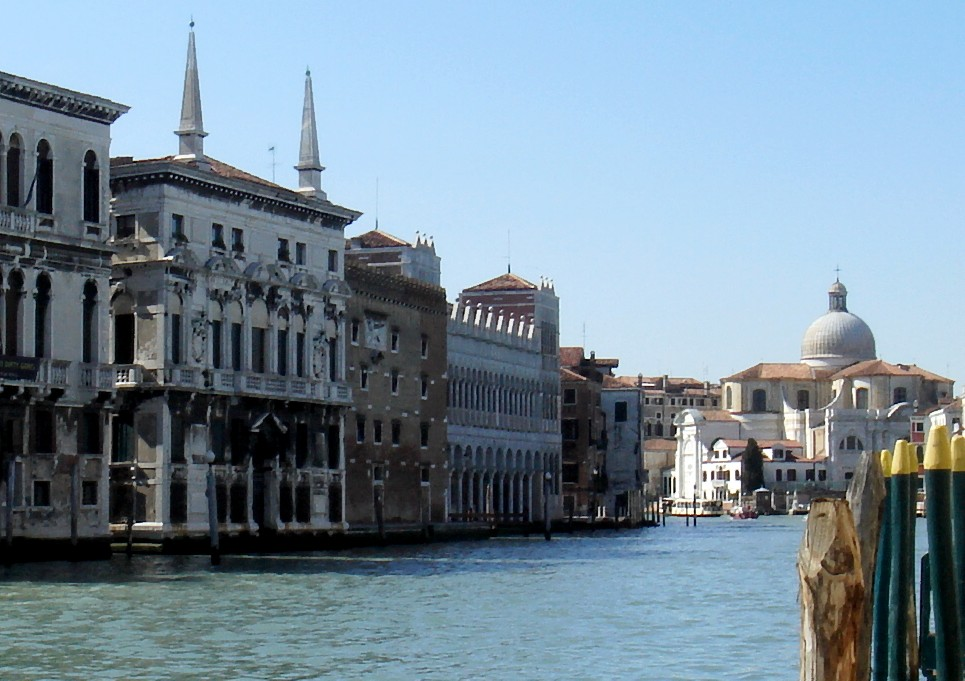
Palau Belloni Battagia (seguit pel Fontego del Megio i el Fontego dei Turchi)

El Palau Belloni Battagia (també anomenat Palau Belloni Battaglia ) és un palau de Venècia, situat al barri de Santa Croce i amb vistes al Gran Canal, entre el Fontego del Megio i Ca' Tron, a pocs passos de San Stae.

## Història
El palau va ser construït sobre les restes d'una construcció gòtica preexistent cap a mitjans del segle XVII, dissenyada per Baldassare Longhena, per ser la residència de la família Belloni, que en aquell moment posseïa riques finques rurals a la ciutat de Valenza -connectada amb Venècia a través de la Via del Po- i allà es dedicava a un florent comerç de terra blanca juntament amb les famílies Cagnoli i Aribaldi.
En realitat, no hi ha cap documentació que acrediti aquest projecte del famós arquitecte, la paternitat del qual només es demostra per les formes arquitectòniques. Les obres no van ser fàcils: els clients van haver d'utilitzar tota la seva riquesa per completar l'obra, que per tant va avançar lentament i no va ser fins al 1663 que es va acabar. L'edifici va passar aleshores a la família Battaglia o Battagia, no veneciana sinó associada al patriciat. El 1804 la casa va passar a Antonio Capovilla, un ric comerciant, que la va renovar de manera profunda i invasiva: aquesta operació no es va salvar de les crítiques dels seus contemporanis. Actualment, la primera planta alberga l'Institut de Comerç Exterior, mentre que la segona és privada.

## Arquitectura

### Exteriors
Edifici de dues plantes més un entresol, té una façana típicament barroca, per la riquesa de les seves decoracions escultòriques.La planta baixa, coronada per una balustrada, té un gran portal d'arc de mig punt amb un timpà al centre. La gran planta principal presenta set finestres monófores rectangulars inserides en un gran joc de decoracions, que inclouen pilastres, dos grans escuts d'armes i, a sobre de cada finestra d'una sola llança, un frontó trencat.
Per sobre d'una corda, sis petites finestres quadrades caracteritzen l'entresol; les golfes estan travessades, sota una cornisa dentada, per un llarg fris, que conté l'escut d'armes de la família Belloni.A la teulada, dos pinacles alts en forma d'obelisc destaquen en una posició simètrica, una peculiaritat que només es troba en alguns altres edificis de la ciutat, com el Palau Giustinian Lolin, també dissenyat per Longhena, o el Palau Papadopoli. A la dreta, des del carrer es pot distingir, sota el contorn de la llar de foc del segon pis, el ressalt creat per la capella votiva de la planta principal.

### Interiors
Interiorment, s'ha d'esmentar la planta principal del palau per dos motius: s'hi conserva en bon estat un cicle de frescos del segle XIX; i alberga la capella noble esmentada, que consisteix en un petit oratori. Aquesta estructura votiva conté un altar i, a les parets i al sostre, decoracions amb tremp.